# Colonització de Mart
|  | No s'ha de confondre amb Exploració de Mart. |

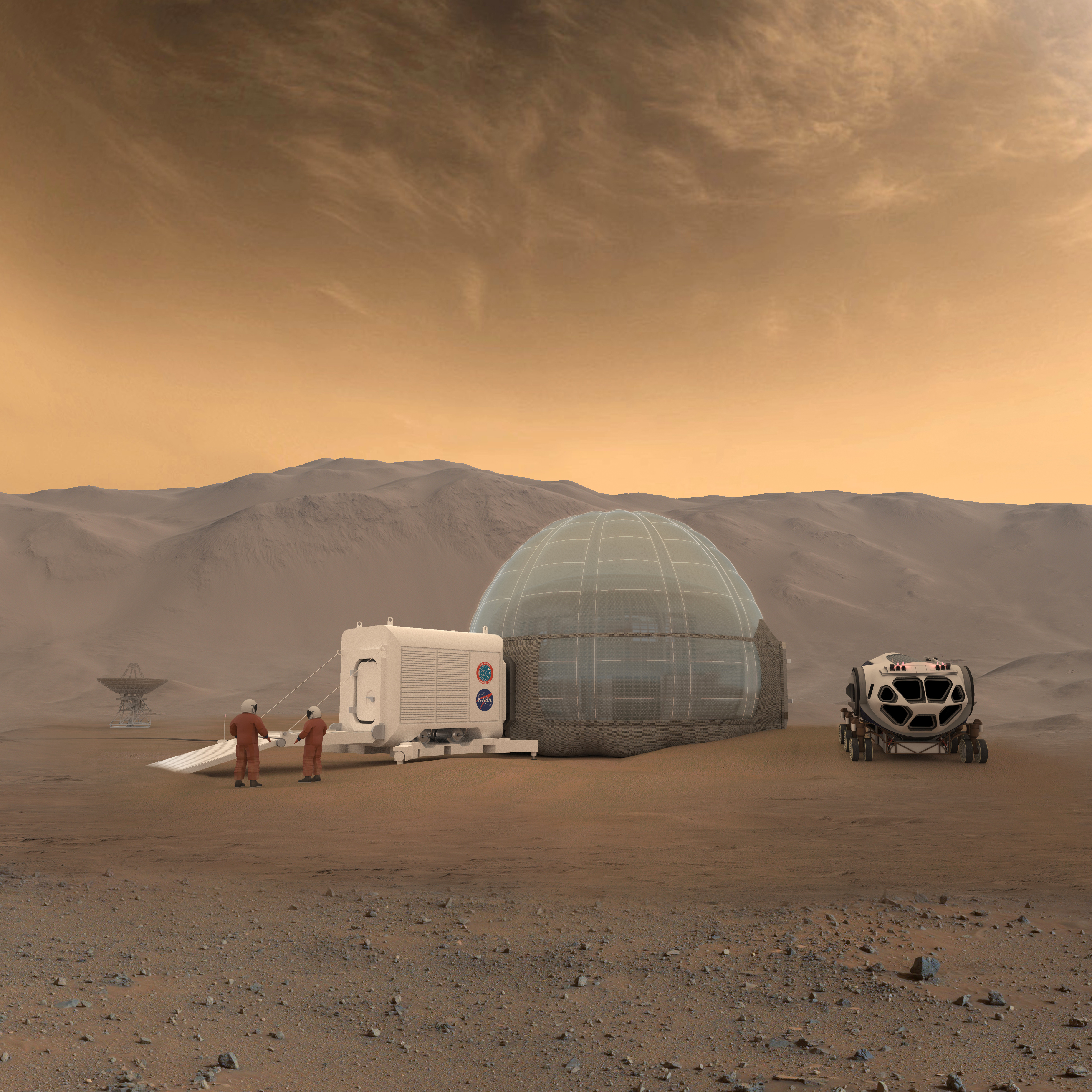
Concepció artística d'un hàbitat humà de Mart, amb una cúpula impresa en 3D feta de gel d'aigua, una esclusa d'aire i un astromòbil pressuritzat de Mart

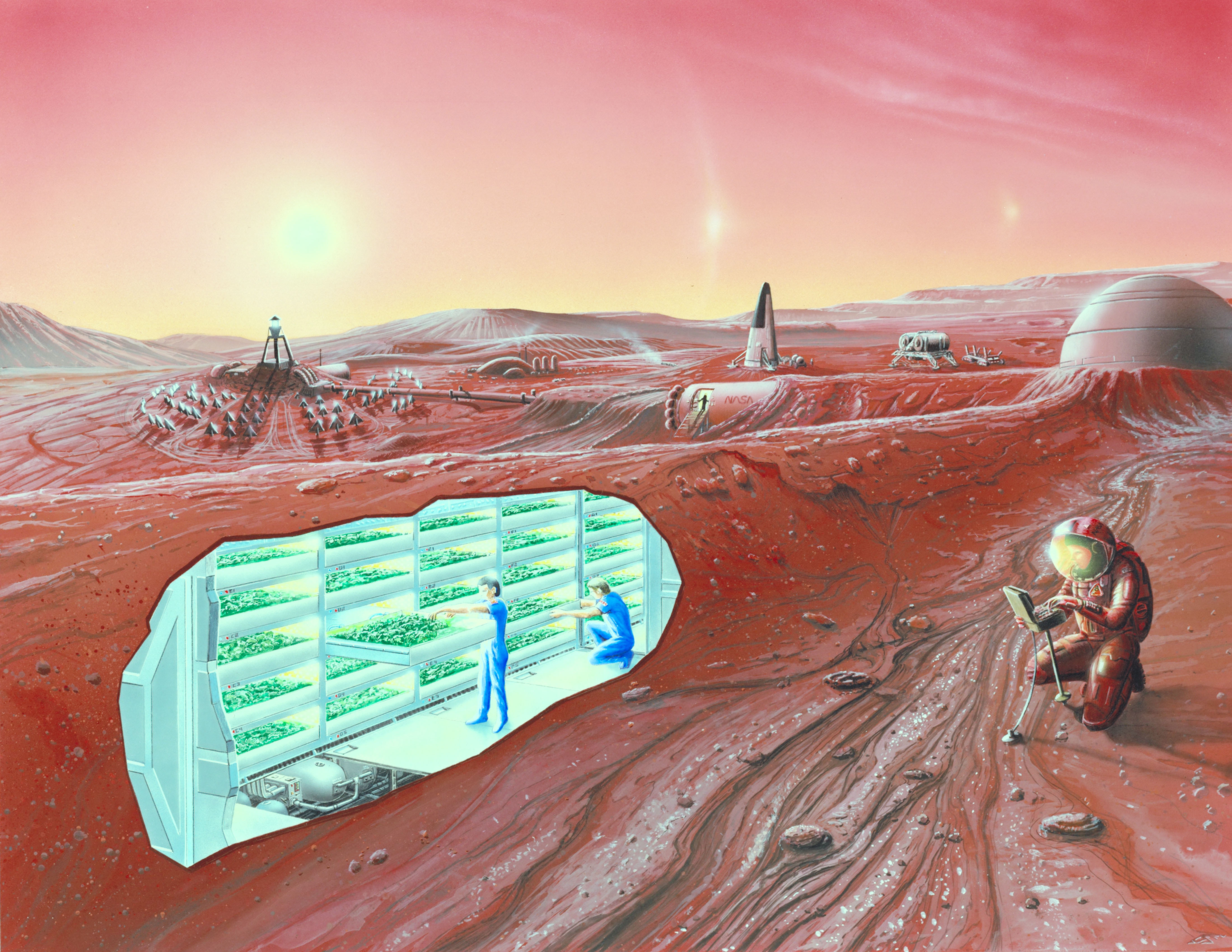
La concepció artística d'una base humana a Mart, amb un tall revela una àrea d'hortícultura interior

La hipotètica colonització de Mart ha rebut interès d'agències d'espai públic i corporacions privades, i ha rebut un ampli tractament en diferents llibres de ciència-ficció, en el cinema i en l'art.
Les organitzacions han proposat plans per a una missió humana a Mart, el primer pas cap a qualsevol esforç de colonització, però cap persona ha posat els peus al planeta. No obstant això, els mòduls d'aterratge i els astromòbils han explorat amb èxit la superfície planetària i han proporcionat informació sobre les condicions del terreny. S'han proposat visites virtuals a Mart, mitjançant tecnologies hàptiques, i poden precedir qualsevol ésser humà real que aterri al planeta.
Les raons per colonitzar Mart inclouen la pura curiositat, el potencial dels humans per proporcionar investigacions observacionals més profundes que els astromòbils no tripulats, l'interès econòmic pels seus recursos i la possibilitat que l'assentament d'altres planetes disminueixi la probabilitat d'extinció humana. Les dificultats i els perills inclouen l'exposició a la radiació durant un viatge a Mart i a la seva superfície, sòl tòxic, baixa gravetat, l'aïllament que acompanya la distància entre Mart i la Terra, la manca d'aigua i les baixes temperatures.
Els compromisos més recents per investigar assentaments permanents inclouen els de les agències espacials públiques (NASA, ESA, Roscosmos, ISRO i CNSA) i organitzacions privades (SpaceX, Lockheed Martin i Boeing).

## Conceptes i terminis de missió

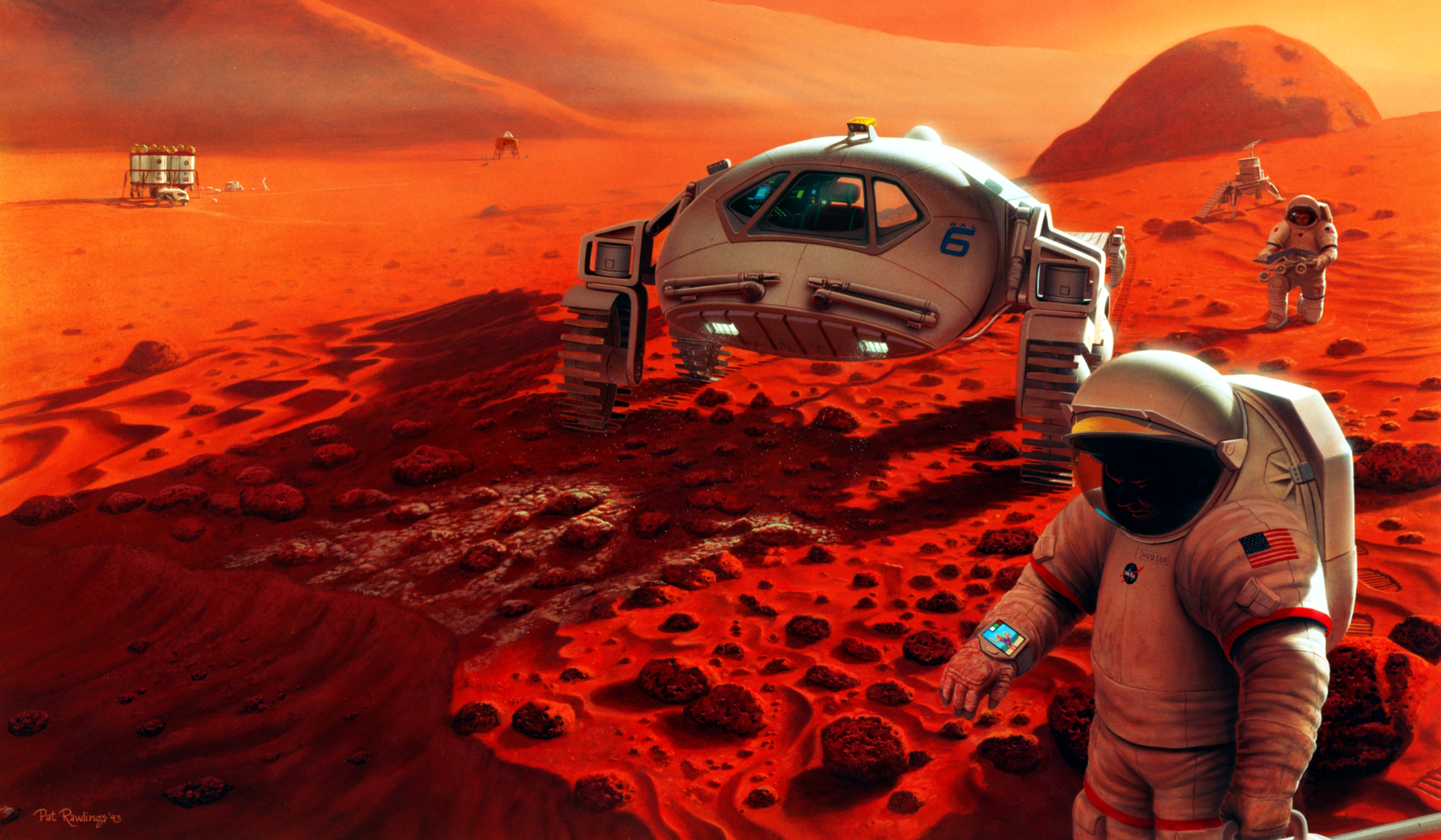
Interpretació artística de diversos components d'una missió humana a la superficie de Mart

Des del segle xx, hi ha hagut diverses missions humanes proposades a Mart, tant per part d'agències governamentals com d'empreses privades.
Tots els conceptes de missió humana concebuts actualment pels programes espacials governamentals nacionals no serien precursors directes de la colonització. Programes com els que estan previstos provisionalment per la NASA, Roscosmos i l'ESA estan destinats únicament a missions d'exploració, amb l'establiment d'una base permanent possible, però encara no l'objectiu principal.març 2020
La colonització requereix l'establiment d'hàbitats permanents que tinguin el potencial d'autoexpansió i autosuficiència. Les dues primeres propostes per construir hàbitats a Mart són els conceptes Mars Direct i Semi-Direct, defensats per Robert Zubrin, defensor de la colonització de Mart.
SpaceX ha proposat el desenvolupament d'infraestructures de transport a Mart per tal de facilitar l'eventual colonització de Mart. L'arquitectura de la missió inclou vehicles de llançament totalment reutilitzables, vehicles de llançament qualificades per humans, cisternes de propel·lents en òrbita, muntatges de llançament/aterratge de resposta ràpida i producció local de combustible per a coets a Mart mitjançant la utilització de recursos in situ (ISRU). L'objectiu que aspira SpaceX és desembarcar els primers humans a Mart el 2024.

## Semblances relatives amb la Terra
Mentre que la Terra és molt similar al seu veí Venus en termes de mida, les semblances entre Mart i la Terra són molt més interessants si tenim en compte la seva colonització:
- El dia marcià (o sol) té una durada molt similar a la de la Terra. Un dia solar a Mart és de 24 hores, 39 minuts i 35.244 segons.[6] (vegeu Dia marcià).
- La superfície de Mart representa el 28,4% de la Terra, que és només una mica inferior a la quantitat de terres emergides del nostre planeta (que és del 29,2% de la superfície terrestre). Mart té la meitat del radi de la Terra i només una dècima part de la massa. Això significa que té un volum més petit (~ 15%) i una densitat mitjana més baixa que la Terra.
- Mart té una inclinació axial de 25,19°, similar als 23,44° de la Terra. Com a resultat, Mart té estacions molt semblants que la de la Terra, tot i que de mitjana duren gairebé el doble de temps, ja que l'any marcià és d'uns 1,88 anys terrestres.
- El pol nord de Mart del punt cardinal del Cigne (que la Terra a l'Ossa Menor).
- Mart té una atmosfera: encara que molt prima (aproximadament el 0,7% de l'atmosfera terrestre), pot proporcionar certa protecció contra la radiació solar i raigs còsmics, l'atmosfera de Mart també s'ha utilitzat amb èxit per a l'aerofrenada de les sondes espacials.
- Les observacions del Mars Reconnaissance Orbiter de la NASA, el Mars Express de l'ESA i l'aterrador Phoenix de la NASA confirmen la presència de gel d'aigua a Mart.

## Diferències entre la Terra i Mart
| Ubicació                  | Pressió               |
| ------------------------- | --------------------- |
| Cim de l'Olympus Mons     | 0.03 kPa (0.0044 psi) |
| Mitjana de Mart           | 0.6 kPa (0.087 psi)   |
| fons d'Hellas Planitia    | 1.16 kPa (0.168 psi)  |
| Límit d'Armstrong         | 6.25 kPa (0.906 psi)  |
| Cim de l'Everest          | 33.7 kPa (4.89 psi)   |
| Nivell del mar a la Terra | 101.3 kPa (14.69 psi) |

### Gravetat i magnetosfera
La gravetat superficial de Mart és només d'un 38% la de la Terra. Tot i que se sap que la microgravetat causa problemes de salut com la pèrdua muscular i desmineralització òssia, no se sap si la gravetat marciana tindria un efecte similar. El Mars Gravity Biosatellite va ser un projecte proposat dissenyat per aprendre més sobre l'efecte que tindria la gravetat superficial de Mart sobre els humans, però es va cancel·lar per falta de finançament.
A causa de la manca d'una magnetosfera, els esdeveniments de partícules solars i els rajos còsmics poden arribar fàcilment a la superfície marciana.

### L'atmosfera
La pressió atmosfèrica a Mart està molt per sota del límit d'Armstrong, en què les persones poden sobreviure sense necessitat de pressió. Com que no es pot esperar la terraformació com a solució a curt termini, caldria construir estructures habitables a Mart amb recipients a pressió similars a les naus espacials, capaços de contenir una pressió d'entre 30 i 100 kPa. L'atmosfera també és tòxica, ja que la major part està formada per diòxid de carboni (95% diòxid de carboni, 3% nitrogen, 1,6% d'argó i restes d'un total inferior al 0,4% d'altres gasos, inclòs l'oxigen).
Aquesta fina atmosfera no filtra la llum ultraviolada, cosa que provoca inestabilitat en els enllaços moleculars entre els àtoms. Per exemple, l'amoníac (NH₃) no és estable a l'atmosfera marciana i es descompon al cap d'unes hores. També a causa de la primesa de l'atmosfera, la diferència de temperatura entre el dia i la nit és molt més gran que a la Terra, normalment al voltant dels 70 °C. No obstant això, la variació de la temperatura dia/nit és molt menor durant les tempestes de pols, quan molt poca llum arriba a la superfície fins i tot durant el dia i, en canvi, escalfa l'atmosfera mitjana.

### Aigua i clima
L'aigua a Mart és escassa, amb els astromòbils Spirit i Opportunity que en troben menys del que hi ha al desert més sec de la Terra.
El clima és molt més fred que la Terra, amb temperatures superficials mitjanes compreses entre 186 i 268 K (−87 i −5 °C) (segons l'estació i la latitud). La temperatura més baixa mai registrada a la Terra va ser de 184 K (-89,2 °C) a l'Antàrtida.
Com que Mart es troba aproximadament un 52% més lluny del Sol, la quantitat d'energia solar que entra a la seva atmosfera superior per unitat d'àrea (la constant solar) és només al voltant del 43,3% del que arriba a l'atmosfera superior terrestre. No obstant això, a causa de l'atmosfera molt més prima, una fracció més alta de l'energia solar arriba a la superfície. La irradiació solar màxima a Mart és d'uns 590 W/m² en comparació amb uns 1000 W/m² a la superfície terrestre; es poden comparar les condicions òptimes a l'equador marcià amb les de l'illa Devon, a l'Àrtida canadenca, al juny.
Les tempestes de pols globals són habituals durant tot l'any i poden cobrir tot el planeta durant setmanes, impedint que la llum del sol arribi a la superfície. S'ha observat que això provoca caigudes de temperatura de 4 °C durant diversos mesos després de la tempesta. En canvi, els únics esdeveniments comparables a la Terra són les grans erupcions volcàniques poc freqüents, com el Krakatoa, que van llançar grans quantitats de cendra a l'atmosfera el 1883, on va provocar una caiguda de la temperatura global d'1 °C aproximadament. Potser el que és més important, aquestes tempestes afecten la producció d'electricitat a partir de plaques solars durant llargs períodes, i també interfereixen en les comunicacions amb la Terra.
Mart no té pluja ni pràcticament núvols, de manera que, tot i que és fred, està permanent solejat (excepte durant les tempestes de pols). Això significa que els panells solars sempre poden funcionar a la màxima eficiència els dies sense pols. I l'òrbita de Mart és més excèntrica que la de la Terra, augmentant les variacions constants de temperatura i solar al llarg de l'any marcià.

### Sòl
El sòl marcià és tòxic a causa de concentracions relativament altes de clor i compostos associats que són perillosos per a totes les formes de vida conegudes.

### Supervivència
Tot i que hi ha alguns organismes extremòfils sobreviuen en condicions hostils a la Terra, incloses simulacions que s'aproximen a Mart, en general, les plantes i els animals no poden sobreviure a les condicions ambientals presents a la superfície de Mart.

## Condicions per a l'habitació humana

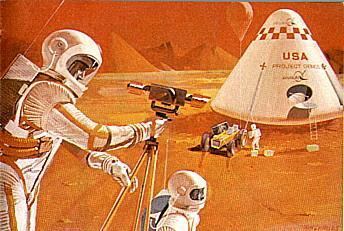
Una missió amb tripulació estil expedició funcionaria a la superfície, però durant un temps limitat

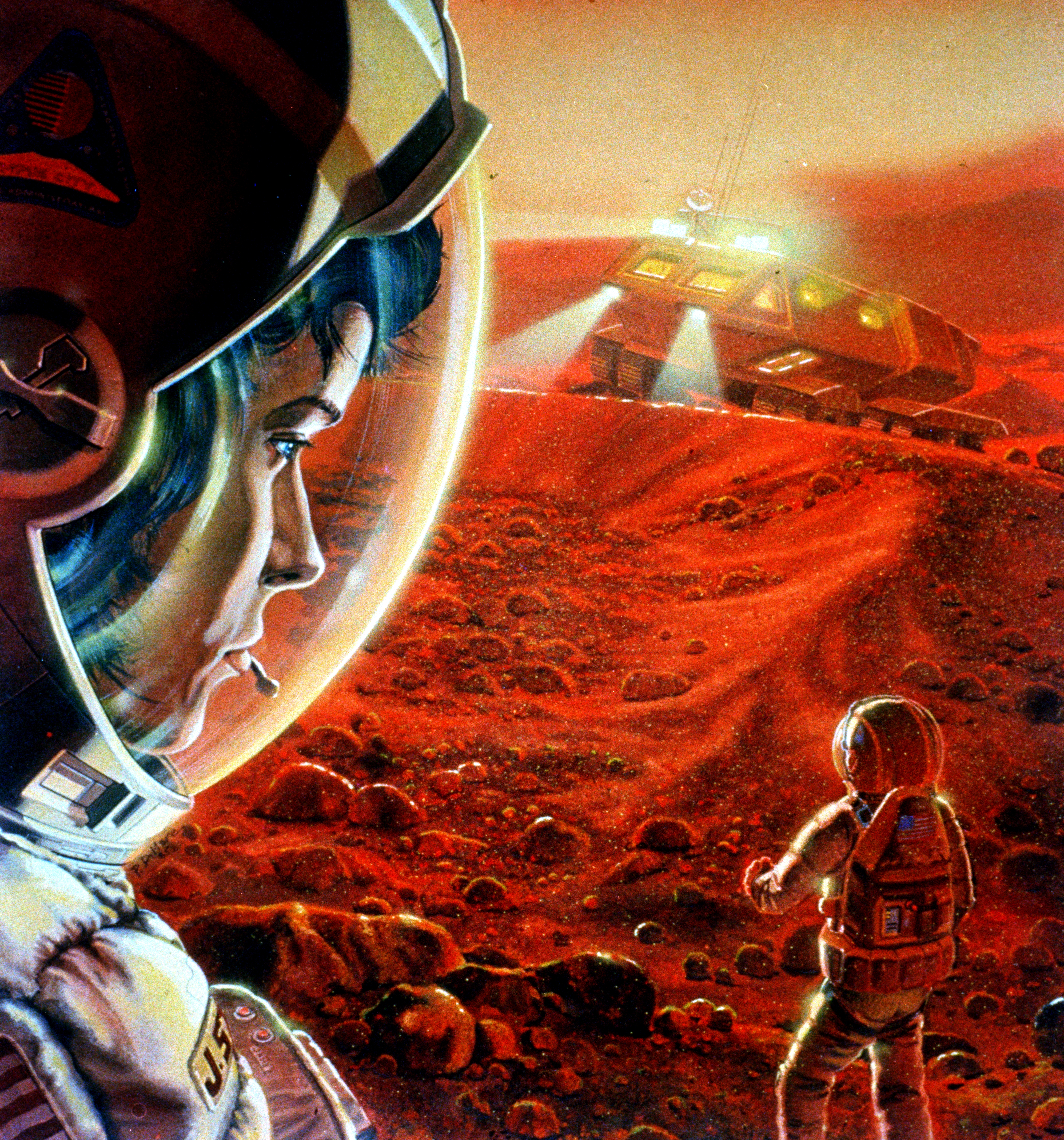
La pols és una de les preocupacions de les missions de Mart

Les condicions a la superfície de Mart són més properes a les condicions de la Terra en termes de temperatura i llum solar que en qualsevol altre planeta o lluna, a excepció dels núvols de Venus. Tanmateix, la superfície no és hospitalària per als humans ni per a les formes de vida més conegudes a causa de la radiació, la pressió de l'aire molt reduïda i una atmosfera amb només un 0,16% d'oxigen.
El 2012 es va informar que alguns líquens i cianobacteris van sobreviure i van mostrar una notable capacitat d'adaptació per a la fotosíntesi després de 34 dies en condicions marcianes simulades al laboratori de simulació de Mart (MSL) mantingut per l'Agència espacial alemanya (DLR). Alguns científics creuen que els cianobacteris podrien tenir un paper en el desenvolupament de llocs avançats autosostenible amb tripulació a Mart. Proposen que els cianobacteris es podrien utilitzar directament per a diverses aplicacions, inclosa la producció d'aliments, combustible i oxigen, però també indirectament: els productes del seu cultiu podrien afavorir el creixement d'altres organismes, obrint el camí a una àmplia gamma de productes biològics de suport vital; processos basats en recursos marcians.
Els humans han explorat parts de la Terra que coincideixen amb algunes condicions a Mart. Segons les dades de l'astromòbil de la NASA, les temperatures a Mart (a latituds baixes) són similars a les de l'Antàrtida. La pressió atmosfèrica a les altituds més altes assolides per les ascensions pilotades amb globus (35 km i 114.000 peus) el 1961, 38 km el 2012) és similar a la de la superfície de Mart. No obstant això, els pilots no estaven exposats a la pressió extremadament baixa, ja que els hauria matat, sinó asseguts en una càpsula pressuritzada.
La supervivència humana a Mart requeriria viure en hàbitats artificials de Mart amb complexos sistemes de suport vital. Un dels aspectes clau d'això serien els sistemes de processament de l'aigua. En ser fet principalment d'aigua, un ésser humà en moriria en qüestió de dies. Fins i tot una disminució d'un 5-8% de l'aigua corporal total provoca fatiga i marejos i un 10% disminueix el deteriorament físic i mental (vegeu Deshidratació). Una persona al Regne Unit consumeix de mitjana entre 70 i 140 litres d'aigua al dia.
A través de l'experiència i l'entrenament, els astronautes de la ISS han demostrat que és possible emprar molt menys i que al voltant del 70% del que s'utilitza es pot reciclar mitjançant els sistemes de recuperació d'aigua ISS. La meitat de tota l'aigua s'utilitza durant les dutxes. Es necessitarien sistemes similars a Mart, però haurien de ser molt més eficients, ja que els lliuraments robòtics regulars d'aigua a Mart serien amb uns costos molt prohibitius (la ISS rep aigua quatre vegades a l'any). La NASA ha investigat l'accés potencial a l'aigua in situ (congelada o no) mitjançant la perforació.

### Efectes sobre la salut humana
Mart presenta un ambient hostil per a la vida humana. S'han desenvolupat diferents tecnologies per ajudar a l'exploració espacial a llarg termini i es poden adaptar per habitar a Mart. El rècord existent per al vol espacial consecutiu més llarg és de 438 dies pel cosmonauta Valeri Polyakov, i el temps més acumulat a l'espai és de 878 dies per Gennady Padalka. El temps més llarg passat fora de la protecció del cinturó de radiació de Van Allen de la Terra és d'uns 12 dies per a l'aterratge lunar de l'Apollo 17. Això és menor en comparació amb el viatge de 1100 dies planejat per la NASA a partir de l'any 2028. Els científics també han plantejat la hipòtesi que moltes funcions biològiques diferents es poden veure afectades negativament per l'entorn de les colònies marcianes. A causa dels nivells més elevats de radiació, hi ha una gran quantitat d'efectes secundaris físics que s'han de mitigar. A més, el sòl marcià conté alts nivells de toxines perilloses per a la salut humana.

#### Efectes físics
La diferència de gravetat afectaria negativament a la salut humana en debilitar ossos i músculs. També hi ha risc d'osteoporosi i problemes cardiovasculars. Les rotacions actuals a l'Estació Espacial Internacional posen els astronautes en gravetat zero durant sis mesos, un període comparable al d'un viatge d'anada a Mart.
Això dona als investigadors la capacitat de comprendre millor l'estat físic en què arribarien els astronautes que viatgessin a Mart. Un cop a Mart, la gravetat superficial és només del 38% de la de la Terra. La microgravetat afecta els sistemes cardiovascular, musculoesquelètic i neurovestibular (sistema nerviós central). Els efectes cardiovasculars són complexos. A la Terra, la sang dins del cos es manté un 70% per sota del cor i, en la microgravetat, no és així perquè res no tira la sang cap avall. Això pot tenir diversos efectes negatius. Un cop entrat en microgravetat, la pressió arterial a la part inferior del cos i les cames es redueix significativament.
Això fa que les cames es debilitin, perdin múscul, massa òssia, i s'anomenen "com de pollastre". Els astronautes presenten signes de cara inflada i síndrome de cames de pollastre. Després del primer dia de reentrada a la Terra, les mostres de sang van mostrar una pèrdua de plasma sanguini del 17%, cosa que va contribuir a una disminució de la secreció d'eritropoietina. Pel que fa al sistema esquelètic, que és important per donar suport a la postura del nostre cos, els vols espacials prolongats i l'exposició a la microgravetat provoquen la desmineralització i l'atròfia dels músculs. Durant la reaclimatació, es va observar que els astronautes tenien una infinitat de símptomes com ara suors fredes, nàusees, vòmits i marejos. Els astronautes que tornaven també es van sentir desorientats. Els viatges cap a i des de a Mart de sis mesos són el temps mitjà que es passa a l'ISS. Un cop a Mart amb la seva menor gravetat superficial (el 38% de la de la Terra), aquests efectes sobre la salut serien una preocupació seriosa. En tornar a la Terra, la recuperació de la pèrdua i l'atròfia òssia és un procés llarg i és possible que els efectes de la microgravetat mai es puguin revertir per complet.

#### Radiació
Mart té una magnetosfera global més feble que la Terra, ja que ha perdut la seva dinamo interior, cosa que va debilitar significativament la magnetosfera, que és la causa de tanta radiació arribi a la superfície malgrat la seva distància al Sol en comparació amb la Terra. Combinat amb una atmosfera fina, això permet que una quantitat significativa de radiació ionitzant arribi a la superfície marciana.
Hi ha dos tipus principals de riscos de radiació per viatjar fora de la protecció de l'atmosfera i la magnetosfera terrestre: els rajos còsmics galàctics (GCR) i les partícules energètiques solars (SEP). La magnetosfera terrestre protegeix de les partícules carregades del Sol i l'atmosfera protegeix contra els GCR sense càrrega i molt energètics. Hi ha maneres de mitigar la radiació solar, però sense molta atmosfera, l'única solució al flux del GCR és un fort blindatge que suposa aproximadament uns 15 centímetres d'acer, 1 metre de roca o 3 metres d'aigua, cosa que limita als colons humans a la vida sota terra la major part del temps.
La sonda Mars Odyssey porta un instrument, el Mars Radiation Environment Experiment (MARIE), per mesurar la radiació. MARIE va trobar que els nivells de radiació en òrbita per sobre de Mart són 2,5 vegades superiors als de l'Estació Espacial Internacional. La dosi mitjana diària era d'uns 220 μGy (22 mrad), equivalent a 0,08 Gy a l'any. Una exposició de tres anys a aquests nivells superaria els límits de seguretat adoptats actualment per la NASA, i el risc de desenvolupar càncer a causa de l'exposició a la radiació després d'una missió a Mart podria ser dues vegades superior al que pensaven els científics anteriorment.
Les tempestes de protons solars (SPE) ocasionals produeixen dosis molt més altes, tal com es va observar el setembre del 2017, quan la NASA va informar que els nivells de radiació a la superfície de Mart es van duplicar temporalment i es van associar a una aurora 25 vegades més brillant que qualsevol observada anteriorment, a causa d'una tempesta solar massiva i inesperada. La construcció d'habitatges subterranis (possiblement en tubs de lava marcians) reduiria significativament l'exposició dels colons a la radiació.

Comparació de dosis de radiació: inclou la quantitat detectada en el viatge de la Terra a Mart pel RAD al MSL (2011-2013).

Queda molt per aprendre sobre la radiació espacial. El 2003, el Centre Espacial Lyndon B. Johnson de la NASA va obrir una instal·lació, el Laboratori de Radiació Espacial de la NASA, al Laboratori Nacional de Brookhaven, que utilitza acceleradors de partícules per simular la radiació espacial. La instal·lació estudia els seus efectes sobre els organismes vius, a més d'experimentar amb tècniques de protecció. Inicialment, hi havia algunes evidències que aquest tipus de radiació crònica de baix nivell no era tan perillosa com es pensava; i que es produeix l'hormesi per radiació. No obstant això, els resultats d'un estudi de 2006 van indicar que els protons de la radiació còsmica poden causar el doble de dany greu a l'ADN del que s'havia estimat anteriorment, exposant als astronautes a un major risc de càncer i altres malalties. Com a resultat d'una més gran radiació en l'entorn marcià, l'informe resumit del Comitè de Revisió de Plans de Vol Espacial Humà dels Estats Units, publicat el 2009, va informar que "Mart no és un lloc fàcil de visitar amb la tecnologia existent i sense una inversió substancial de recursos." La NASA està explorant una varietat de tècniques i tecnologies alternatives, com ara escuts deflectors de plasma per protegir els astronautes i les naus espacials de la radiació.

#### Efectes psicològics
A causa dels retards en la comunicació, cal desenvolupar nous protocols per avaluar la salut psicològica dels membres de la tripulació. Els investigadors han desenvolupat una simulació marciana anomenada HI-SEAS (Hawaii Space Exploration Analog and Simulation) que situa els científics en un laboratori marcià simulat per estudiar els efectes psicològics de l'aïllament, les tasques repetitives i la convivència amb altres científics. fins a un any a la vegada. S'estan desenvolupant programes informàtics per ajudar a les tripulacions amb problemes personals i interpersonals en absència de comunicació directa amb professionals terrestres. Els suggeriments actuals per a l'exploració i la colonització de Mart són seleccionar individus que hagin passat exàmens psicològics. També se suggereixen sessions psicosocials per al retorn a casa per reorientar les persones cap a la societat.

### Terraformació

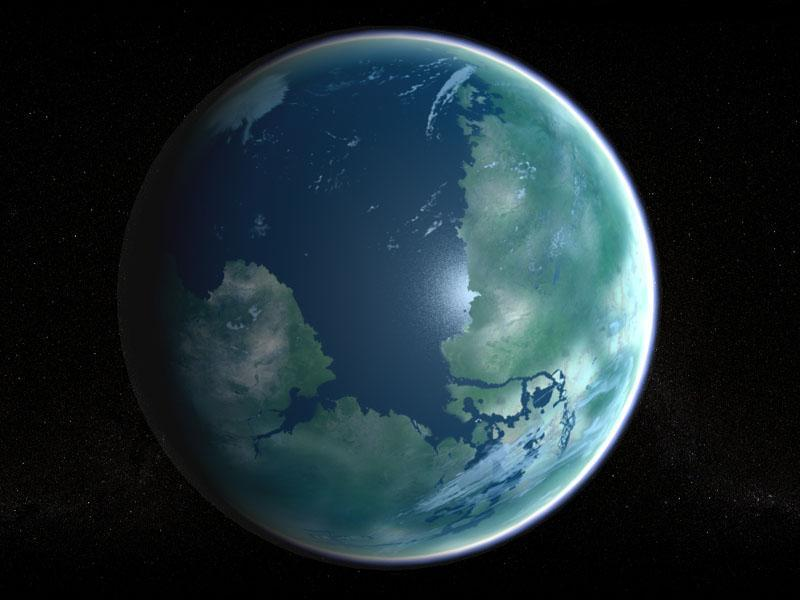
Visió artística de Mart un cop terraformat per Mathew Crisp.

Alguns grups han especulat sobre la transformació de Mart en un món on els éssers humans podrien sobreviure sense l'equip. Encara que és possible, la viabilitat d'aquesta terraformació és encara poc clara i fins i tot es discuteix des del punt de vista ètic.
Aquest procés requeriria dos passos principals: un augment en la pressió atmosfèrica i la temperatura en la superfície i un augment en la taxa d'oxigen en l'ambient per aconseguir la pressió parcial de 120 mil·libars O₂ necessari per a la supervivència d'un mamífer de mida humana.

## Transport

### Vol espacial interplanetari

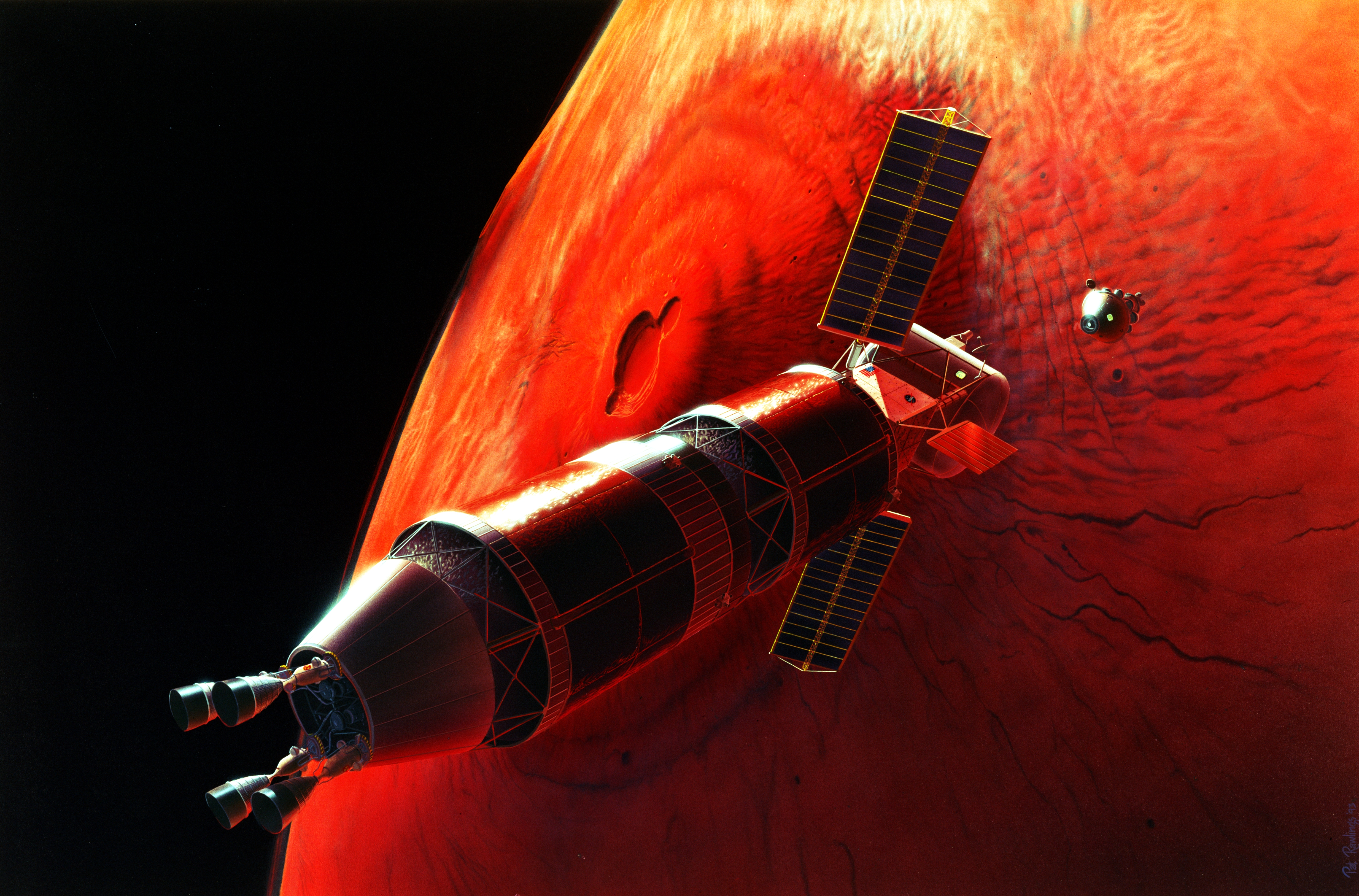
L'encontre espacial, una etapa interplanetària i una etapa d'aterratge, s'uneixen sobre Mart

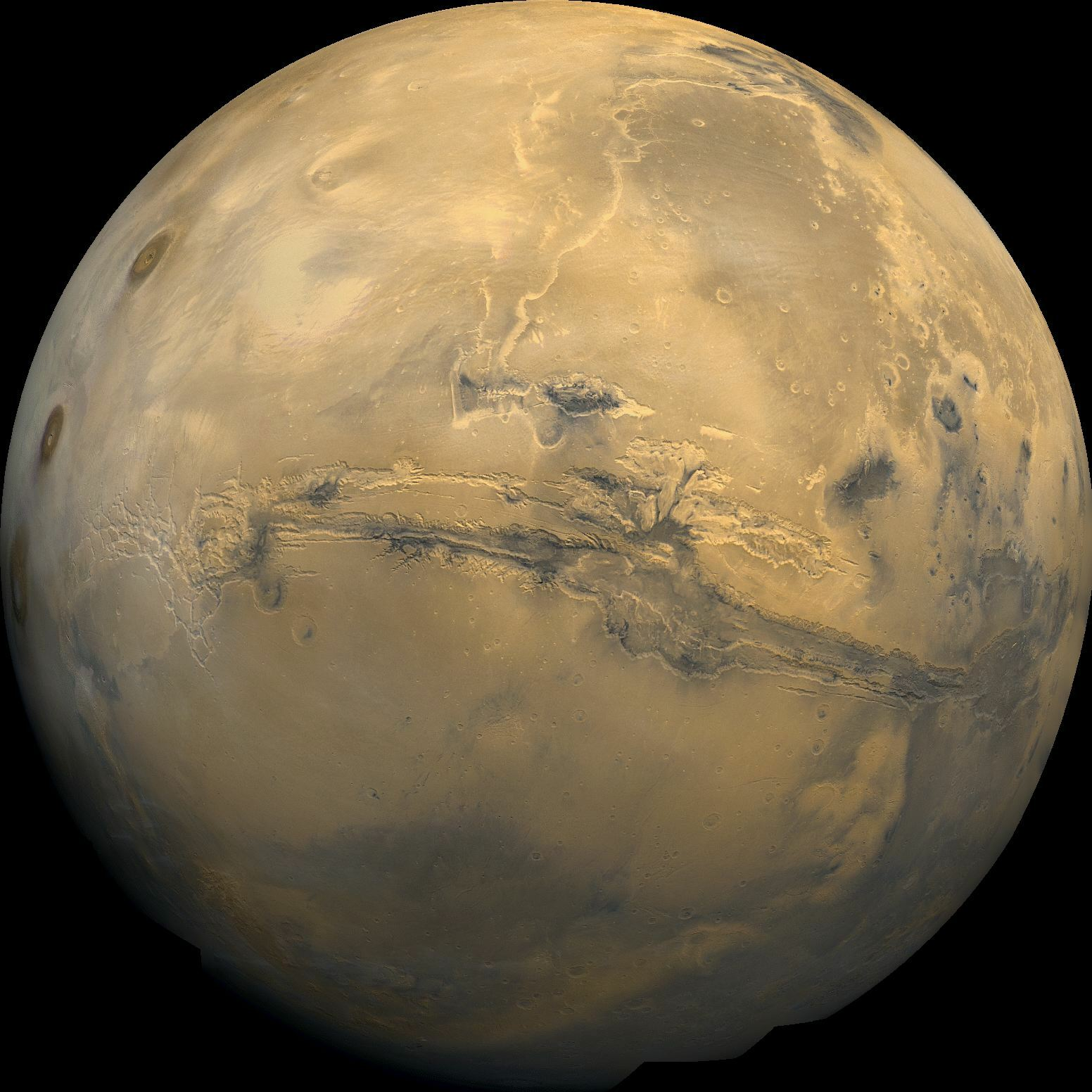
Mart (Viking 1, 1980)

Mart necessita menys energia per unitat de massa (delta V) per arribar des de la Terra que qualsevol planeta excepte Venus. Utilitzant una òrbita de transferència de Hohmann, un viatge a Mart requereix aproximadament nou mesos a l'espai. Les trajectòries de transferència modificades que redueixen el temps de viatge de quatre a set mesos a l'espai són possibles amb quantitats cada vegada més grans d'energia i combustible en comparació amb una òrbita de transferència de Hohmann, i s'utilitzen de manera estàndard per a les missions robotitzades de Mart. Escurçar el temps de viatge per sota d'uns sis mesos requereix un delta-v més alt i una gran quantitat de combustible, i és difícil amb els coets químics. Podria ser factible amb tecnologies avançades de propulsió de naus espacials, algunes de les quals ja han estat provades a diferents nivells, com ara el motor de magnetoplasma d'impuls específic variable, i coets nuclears. En el primer cas, es podria aconseguir un temps de viatge de quaranta dies, i en aquesta última, un temps de viatge d'unes dues setmanes. El 2016, un científic de la Universitat de Califòrnia, Santa Bàrbara, va dir que podrien reduir encara més el temps de viatge d'una petita sonda robòtica a Mart a "tan sols 72 hores" amb l'ús d'un sistema de vela de propulsió làser (propulsió fotònica dirigida) en lloc del sistema de propulsió de coets basat en combustible.
Durant el viatge, els astronautes estarien sotmesos a radiació, que requeriria un mitjà per protegir-los. La radiació còsmica i el vent solar causen danys a l'ADN, cosa que augmenta significativament el risc de càncer. Es desconeix l'efecte dels viatges a llarg termini a l'espai interplanetari, però els científics estimen un risc afegit d'entre l'1% i el 19% (una estimació és del 3,4%) de que els homes morin de càncer a causa de la radiació durant el viatge a Mart i de tornada a la Terra. Per a les dones, la probabilitat és més gran a causa dels teixits glandulars generalment més grans.

### Aterratge a Mart

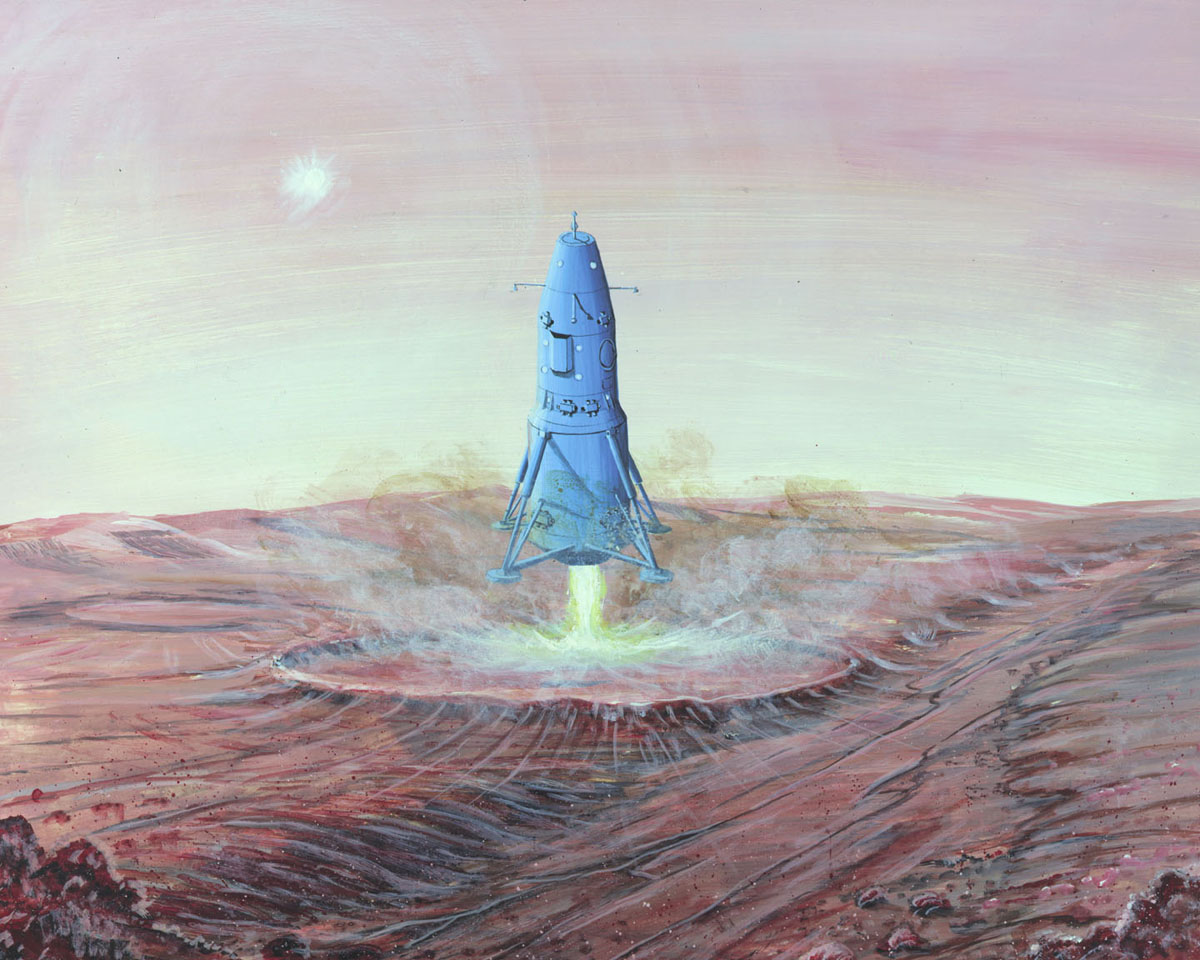
Pintura d'un aterratge a Mart (1986)

Mart té una gravetat superficial de 0,38 vegades superior a la de la Terra, i la densitat de la seva atmosfera és d'un 0,6% de la de la Terra. La gravetat relativament forta i la presència d'efectes aerodinàmics dificulten l'aterratge de naus espacials tripulades només amb propulsors, com es va fer amb els aterratges de l'Apollo de la Lluna, tot i que l'atmosfera és massa prima perquè els efectes aerodinàmics siguin de gran ajuda en l'aerofrenada i l'aterratge d'un vehicle gran. L'aterratge de les missions pilotades a Mart requeriria sistemes de frenada i aterratge diferents als emprats per l'aterratge de naus espacials tripulades a la Lluna o missions robotitzades a Mart.
Si se suposa que hi haurà material de construcció de nanotubs de carboni amb una força de 130 GPa (19.000.000 psi), es podria construir un ascensor espacial per aterrar persones i material a Mart.
També s'ha proposat un ascensor espacial a Fobos (una lluna marciana).

## Equip necessari per a la colonització
La colonització de Mart requeriria una àmplia varietat d'equips —tant equips per proporcionar serveis directes als humans com equips de producció emprats per produir aliments, propel·lent, aigua, energia i oxigen respirable— per donar suport als esforços de colonització humana. L'equip necessari inclouria:
- Utilitats bàsiques (oxigen, energia, comunicacions locals, eliminació de residus, sanejament i reciclatge d'aigua)
- Hàbitats
- Instal·lacions d'emmagatzematge
- Espais de treball
- Resclosa d'aire, per a la pressurització i la gestió de pols
- Equips d'extracció de recursos: inicialment per a aigua i oxigen, després per a una secció transversal més àmplia de minerals, materials de construcció, etc.
- Equips per a la producció i emmagatzematge d'energia, alguns també solars i potser nuclears

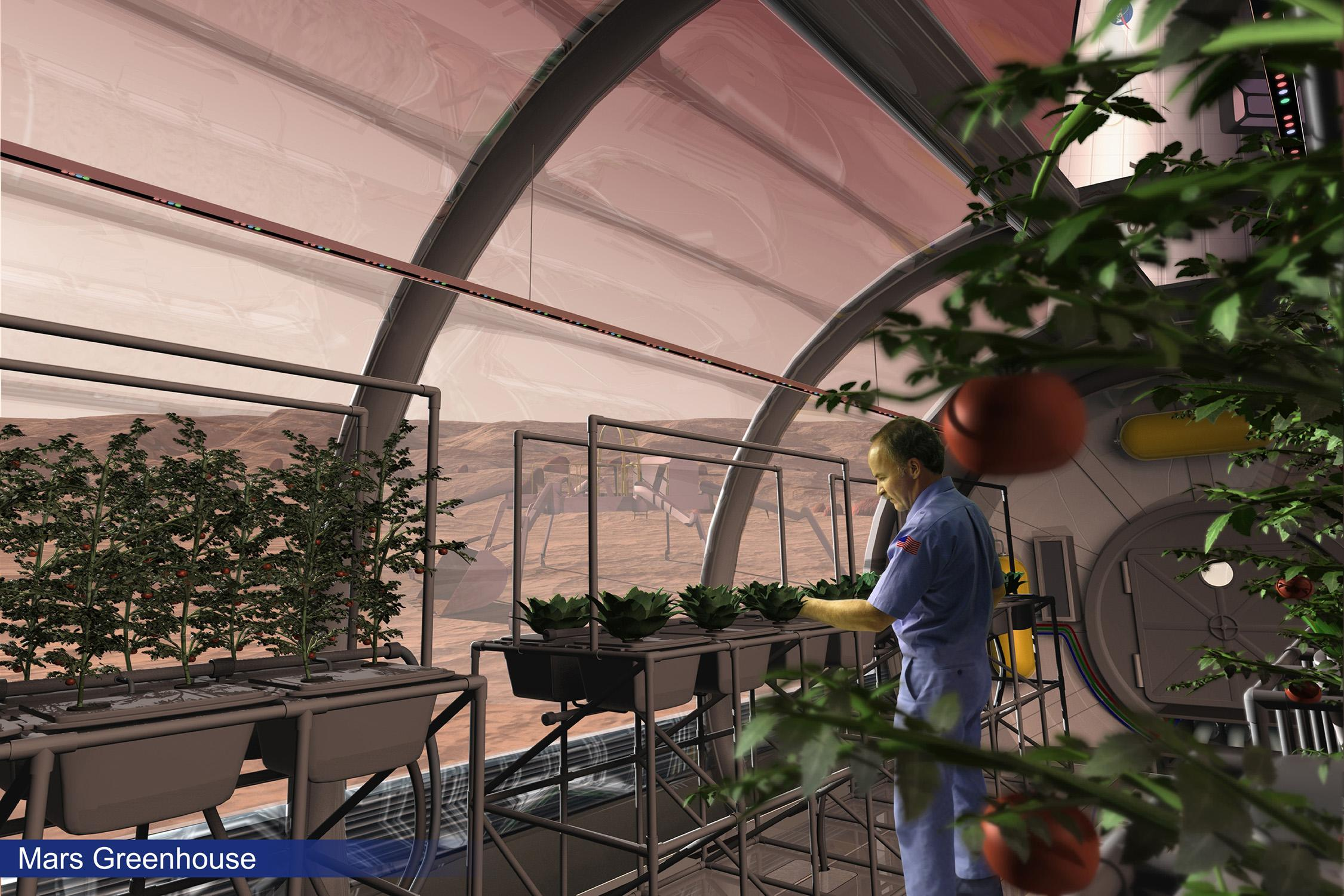
Els hivernacles de Mart apareixen en molts dissenys de colonització, especialment per a la producció d'aliments i altres propòsits

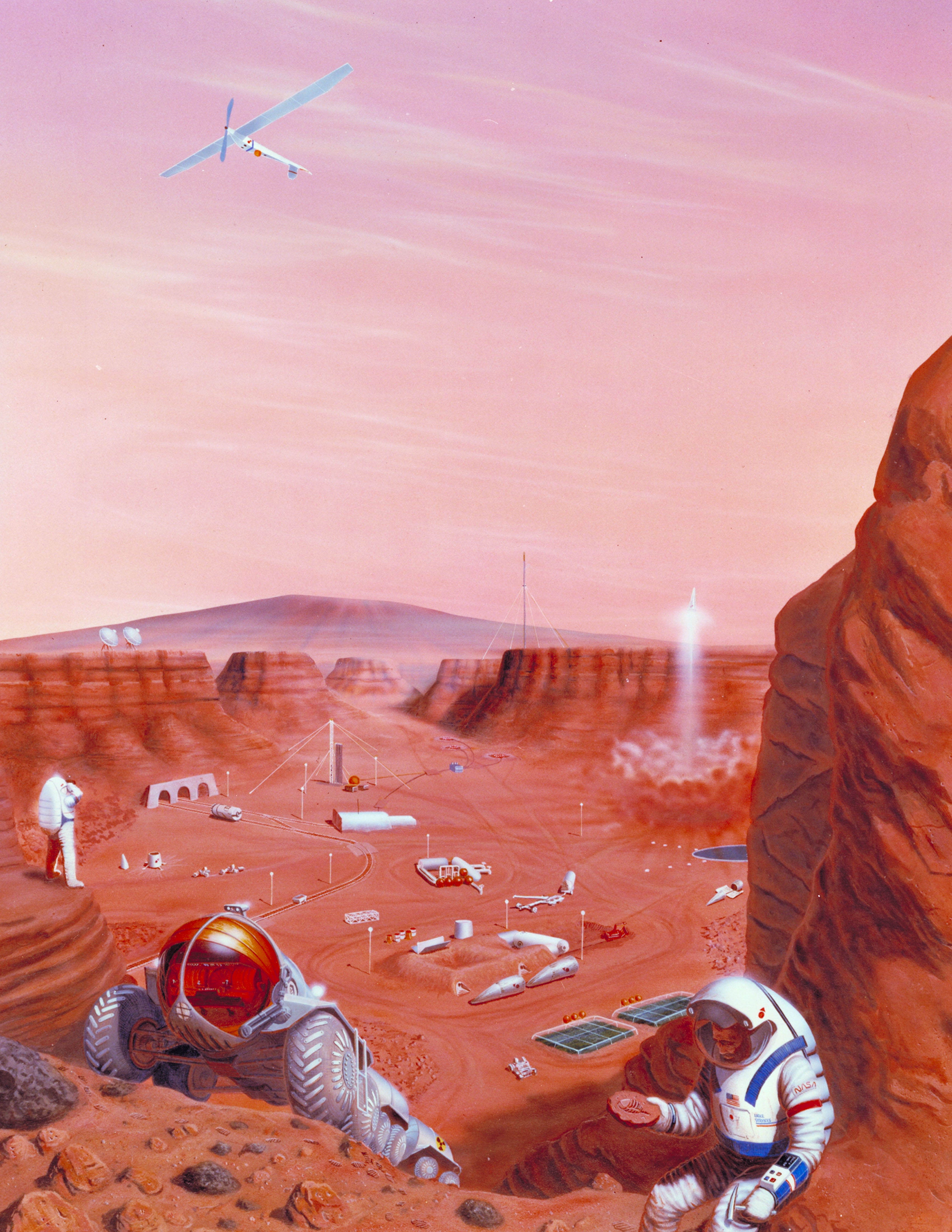
Diverses tecnologies i dispositius per a Mart es mostren a la il·lustració d'una base de Mart

- Espais i equipaments de producció d'aliments.
- Equips de producció de propel·lents, que generalment es creu que són hidrogen i metà mitjançant la reacció de Sabatier[78] com a combustible (amb oxidant d'oxigen) per a motors de coets químics
- Els combustibles o altres fonts d'energia per a ús amb el transport de superfície. S'han suggerit que els motors de monòxid de carboni/oxigen (CO/O₂) per als primers transports per superfície, ja que tant el monòxid de carboni com l'oxigen es poden produir directament mitjançant l'electròlisi de diòxid de zirconi de l'atmosfera marciana sense necessitat d'utilitzar cap dels recursos hídrics marcians per obtenir hidrogen.[79]
- Equips de comunicació fora del planeta
- Equip per desplaçar-se sobre la superfície: vestit marcià de superfície, vehicles d'exploració tripulats i possiblement fins i tot avions marcians.

### Serveis bàsics
Perquè funcioni, la colònia necessitaria els serveis bàsics per al sosteniment de la civilització humana. Aquests haurien de ser dissenyats per manejar el dur entorn marcià i haurien de ser útils mentre portessin un vestit EVA o estar allotjats dins d'un entorn habitable per a humans. Per exemple, si els sistemes de generació d'electricitat es basen en l'energia solar, també es necessitarien grans instal·lacions d'emmagatzematge d'energia per cobrir els períodes en què les tempestes de pols bloquegessin el sol i pot ser que fossin necessaris sistemes d'eliminació automàtica de pols per evitar l'exposició humana a les condicions de la superfície. Si la colònia fos més gran d'unes poques persones, els sistemes també haurien de maximitzar l'ús de recursos locals per reduir la necessitat de subministrament terrestre, per exemple reciclant aigua i oxigen i adaptant-se per poder emprar qualsevol aigua que es trobés a Mart, sigui quina sigui la forma que tingui.

### Comunicació amb la Terra
Les comunicacions amb la Terra són relativament senzilles durant el mig sol quan la Terra es troba per sobre de l'horitzó marcià. La NASA i l'ESA van incloure equips de retransmissió de comunicacions en diversos orbitadors de Mart, de manera que Mart ja té satèl·lits de comunicacions. Tot i que finalment es desgastaran, és probable que es llancin orbitadores addicionals amb capacitat de retransmissió de comunicacions abans que es muntin expedicions de colonització.
El retard de comunicació unidireccional a causa de la velocitat de la llum oscil·la entre aproximadament 3 minuts a l'aproximació més propera (aproximat pel periheli de Mart menys l'afeli de la Terra) a 22 minuts a la conjunció superior més gran possible (aproximat per l'afeli de Mart més l'afeli de la Terra). La comunicació en temps real, com ara les converses telefòniques o el xat de retransmissió per Internet, entre la Terra i Mart seria molt poc pràctica a causa dels llargs retards que implica. La NASA ha descobert que la comunicació directa es pot bloquejar durant unes dues setmanes en cada període sinòdic, al voltant de l'època de la conjunció superior quan el Sol es troba directament entre Mart i la Terra, encara que la durada real de l'apagada de les comunicacions varia d'una missió a una altra segons sobre diversos factors, com ara la quantitat de marge d'enllaç dissenyat al sistema de comunicacions i la velocitat mínima de dades que és acceptable des del punt de vista de la missió. En realitat, la majoria de les missions a Mart han tingut períodes d'apagada de les comunicacions de l'ordre d'un mes.
Un satèl·lit al punt de Lagrange L₄ o L₅ Terra-Sol podria servir de retransmissió durant aquest període per resoldre el problema; fins i tot una constel·lació de satèl·lits de comunicacions seria una despesa menor en el context d'un programa de colonització complet. No obstant això, la mida i la potència dels equips necessaris per a aquestes distàncies fan que les ubicacions L₄ i L₅ siguin irreals per a les estacions de retransmissió, i l'estabilitat inherent d'aquestes regions, tot i que beneficiosa en termes de manteniment de l'estació, també atrau pols i asteroides, que podrien representar un risc. Despite that concern, the STEREO probes passed through the L4 and L5 regions without damage in late 2009.
Treballs recents del laboratori de conceptes espacials avançats de la Universitat de Strathclyde, en col·laboració amb l'Agència Espacial Europea, han suggerit una arquitectura de retransmissió alternativa basada en òrbites molt altes no-keplerianes. Es tracta d'un tipus especial d'òrbita produïda quan la propulsió contínua de baixa empenta, com la produïda a partir d'un motor iònic o vela solar, modifica la trajectòria natural d'una nau espacial. Aquesta òrbita permetria comunicacions contínues durant la conjunció solar en permetre que una nau espacial "retransmetés" per sobre de Mart, fora del pla orbital dels dos planetes. Aquesta retransmissió evita els problemes dels satèl·lits estacionats a L₄ o L₅ en estar significativament més a prop de la superfície de Mart tot mantenint una comunicació contínua entre els dos planetes.

## Precursors robotitzats

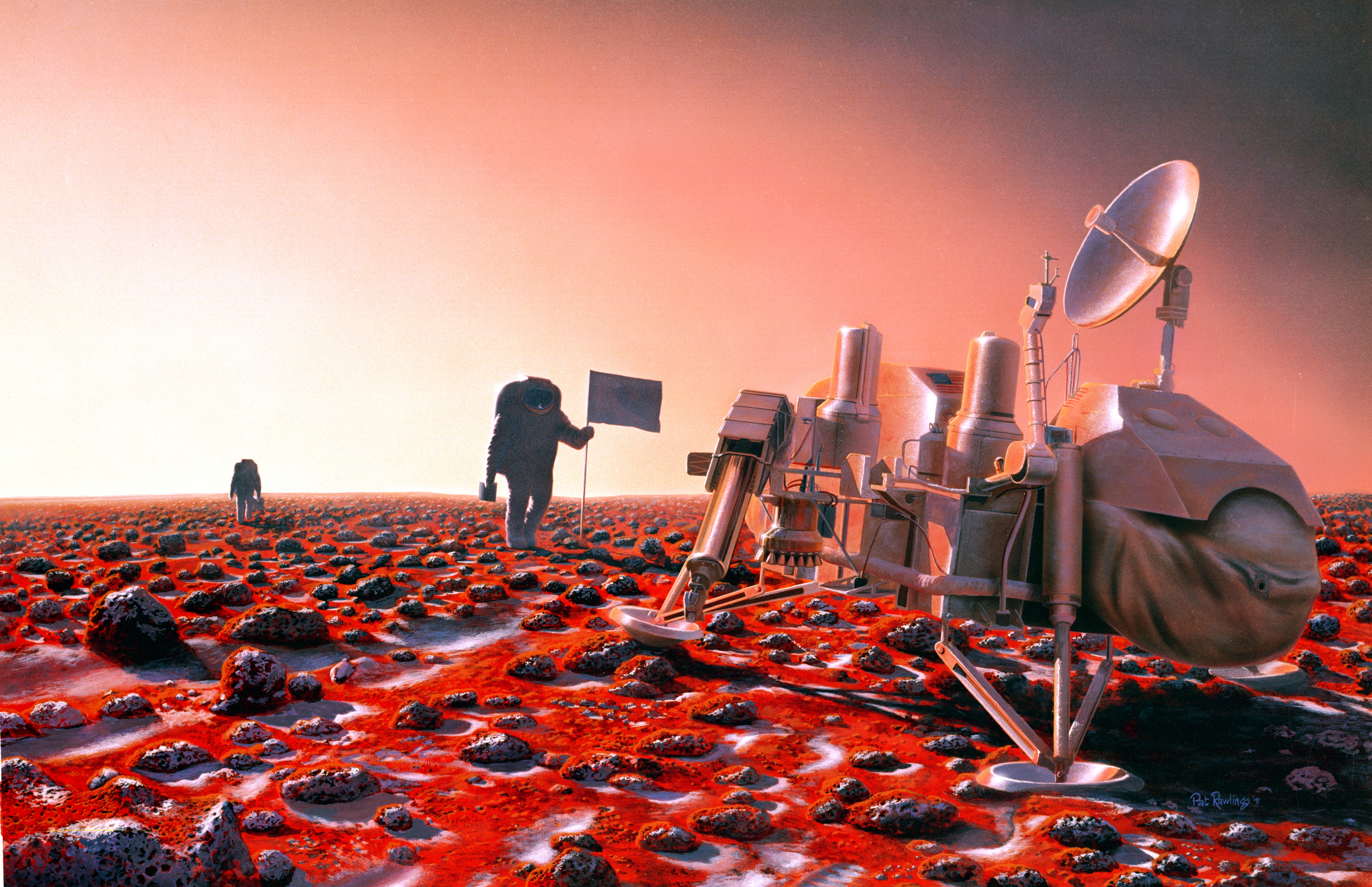
Els astronautes s'acosten a la sonda d'aterratge Viking 2

El camí cap a una colònia humana es podria preparar mitjançant sistemes robòtics com els Mars Exploration Rovers Spirit, Opportunity i Curiosity. Aquests sistemes podrien ajudar a localitzar recursos, com l'aigua subterrània o el gel, que ajudarien a una colònia a créixer i prosperar. La vida d'aquests sistemes seria d'anys i fins i tot de dècades i, com han demostrat els darrers desenvolupaments en vols espacials comercials, pot ser que aquests sistemes impliquin tant a la propietat privada com la governamental. Aquests sistemes robòtics també tenen un cost reduït en comparació amb les primeres operacions amb tripulació i tenen menys riscos polítics.
Els sistemes cablejats podrien establir les bases per als primers aterratges i bases amb tripulació, produint diversos consumibles, inclosos combustibles, oxidants, aigua i materials de construcció. L'establiment d'elements bàsics d'energia, comunicacions, refugi, calefacció i fabricació pot començar amb sistemes robòtics, encara que només sigui un preludi de les operacions amb tripulació.

El Mars Surveyor 2001 Lander MIP (Mars ISPP Precursor) havia de demostrar la fabricació d'oxigen a partir de l'atmosfera de Mart, i provar les tecnologies de les cèl·lules solars i els mètodes per mitigar l'efecte de la pols marciana sobre els sistemes d'energia.
Abans que qualsevol persona sigui transportada a Mart per la infraestructura de transport prevista per SpaceX en 2026, primer es durien a terme diverses missions de càrrega robòtica per transportar els equips, hàbitats i subministraments necessaris. Els equips que serien necessaris inclourien "màquines per produir fertilitzants, metà i oxigen a partir del nitrogen atmosfèric i diòxid de carboni de Mart i del gel d'aigua subterrani del planeta", així com materials de construcció per construir cúpules transparents per a les zones agrícoles inicials.

## Economia

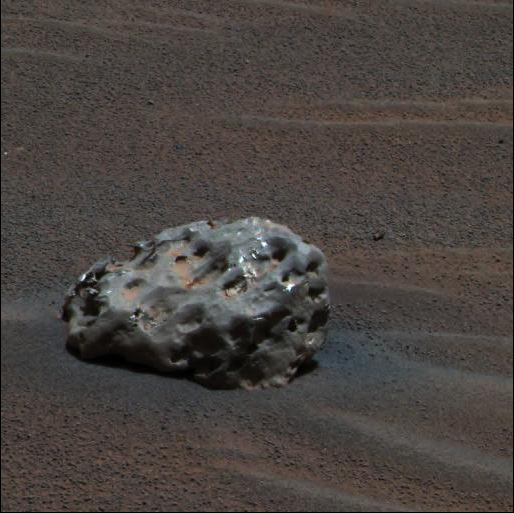
dretaMeteorit de ferro-níquel trobat a la superfície de Mart (Meteorit Meridiani Planum)

Com passa amb les primeres colònies del Nou Món, l'economia seria un aspecte crucial per a l'èxit d'una colònia. El pou de gravetat reduït de Mart i la seva posició al sistema solar poden facilitar el comerç Mart-Terra i poden proporcionar una justificació econòmica per a la continuació de l'assentament del planeta. Tenint en compte la seva mida i recursos, finalment podria ser un lloc per cultivar aliments i produir equips per explotar el cinturó d'asteroides.
Algunes primeres colònies de Mart es podrien especialitzar en el desenvolupament de recursos locals per al consum marcià, com ara aigua i/o gel. Els recursos locals també es poden utilitzar en la construcció d'infraestructures. Una font de mineral marcià que es coneix actualment és el ferro metàl·lic en forma de meteorits níquel-ferro. El ferro d'aquesta forma s'extreu més fàcilment que els òxids de ferro que cobreixen el planeta.
Un altre bé comercial intermarcià durant la primera colonització podria ser els fems. Suposant que la vida no existeix a Mart, el sòl serà molt pobre per a les plantes en creixement, de manera que els fems i altres fertilitzants seran molt valorats en qualsevol civilització marciana fins que el planeta canviï suficientment químicament per suportar la vegetació en creixement per si mateix.
L'energia solar és un candidat per a l'energia d'una colònia marciana. La insolació solar (la quantitat de radiació solar que arriba a Mart) és aproximadament del 42% de la que hi ha a la Terra, ja que Mart es troba a un 52% més lluny del Sol i la insolació cau com el quadrat de la distància. Però la fina atmosfera permetria que gairebé tota aquesta energia arribés a la superfície en comparació amb la Terra, on l'atmosfera absorbeix aproximadament una quarta part de la radiació solar. La llum del sol a la superfície de Mart s'assemblaria a un dia moderadament ennuvolat a la Terra.

### Motors econòmics
La colonització espacial a Mart es pot dir aproximadament que és possible quan els mètodes necessaris de colonització espacial esdevenen prou barats (com l'accés a l'espai mitjançant sistemes de llançament més econòmics) per satisfer els fons acumulats que s'han reunit a aquest efecte.
Tot i que no hi ha perspectives immediates de les grans quantitats de diners necessàries per a qualsevol colonització espacial estiguessin disponibles tenint en compte els costos de llançament tradicionals, hi ha alguna perspectiva d'una reducció radical dels costos de llançament durant la dècada de 2020 i en conseqüència, reduir el cost de qualsevol esforç en aquesta direcció. Amb un preu publicat de 62 milions de dòlars EUA per llançament de fins a 22.800 kg de càrrega útil a l'òrbita terrestre baixa o 4.020 kg a Mart, els coets SpaceX Falcon 9 ja són els "més barats de la indústria" Els plans reutilitzables de SpaceX inclouen el Falcon Heavy i futurs vehicles de llançament basats en metà, inclosa l'Starship. Si SpaceX té èxit en el desenvolupament de la tecnologia reutilitzable, s'espera que "tingui un impacte important en el cost d'accés a l'espai" i canviï el mercat cada vegada més competitiu dels serveis de llançament espacial.
Els enfocaments de finançament alternatius poden incloure la creació de premis d'incentivació. Per exemple, la Comissió del president sobre la implementació de la política d'exploració espacial dels Estats Units del 2004 va suggerir que s'hauria d'establir un concurs de premis d'incentiu, potser pel govern, per a l'assoliment de la colonització de l'espai. Un exemple que es va proporcionar va ser oferir un premi a la primera organització que col·loqués els humans a la Lluna i els llur sosteniment durant un període fix abans de tornar a la Terra.

## Possibles llocs de colonització

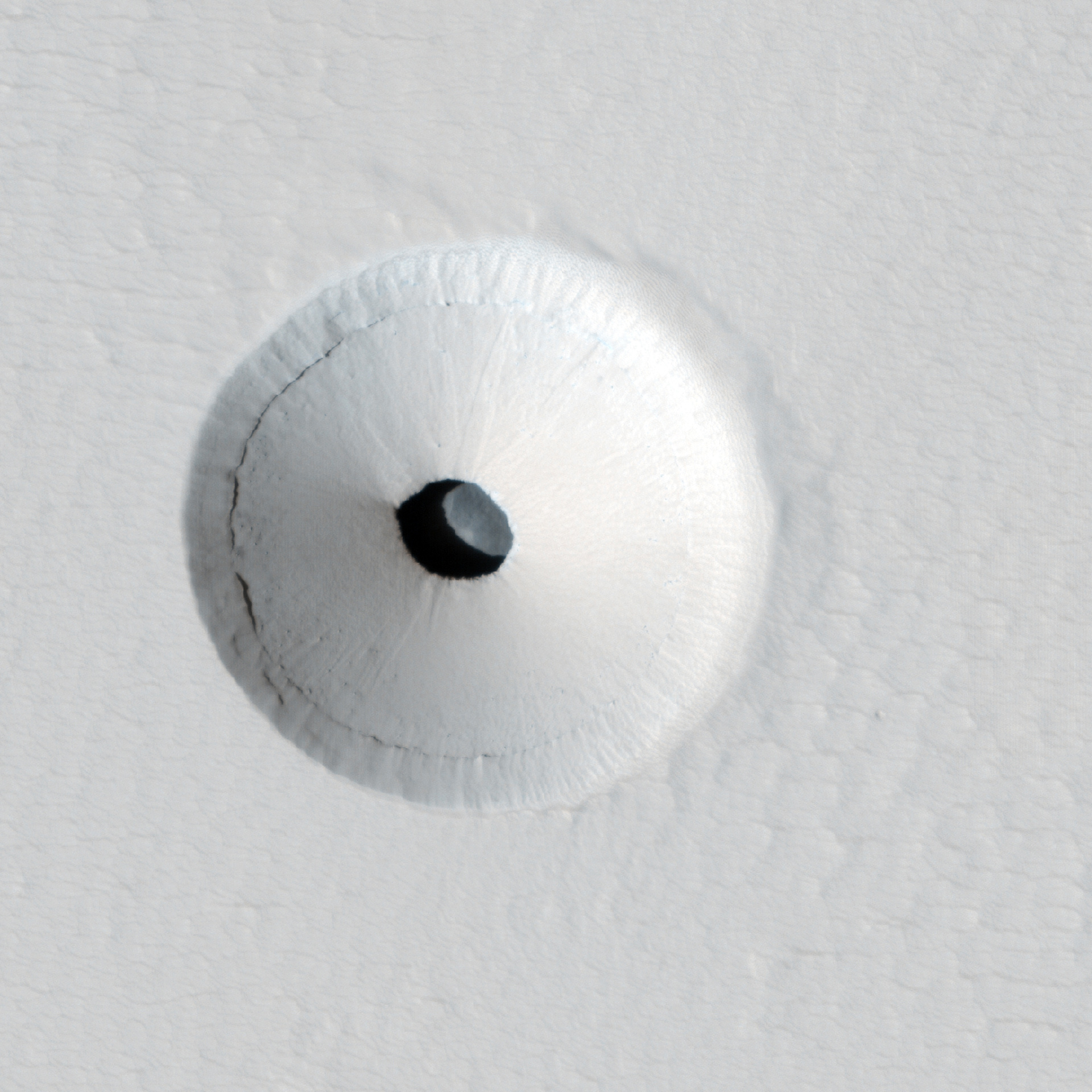
Versió retallada d'una imatge HiRISE d'una entrada de claraboia de tub de lava al volcà marcià Pavonis Mons

### Regions equatorials
La Mars Odyssey va trobar les que semblen coves naturals a prop del volcà Arsia Mons. S'ha especulat que els colons es podrien beneficiar del refugi que aquestes o altres estructures similars podrien proporcionar de la radiació i dels micrometeoroides. També se sospita energia geotèrmica a les regions equatorials.

### Tubs de lava
S'han localitzat diversos possibles claraboies de tub de lava marcians en els flancs de Arsia Mons. Els exemples basats en la Terra indiquen que alguns haurien de tenir passatges llargs que ofereixin una protecció completa contra la radiació i ser relativament fàcils de segellar utilitzant materials in situ, especialment en subseccions petites.

### Hellas Planitia
Hellas Planitia és la plana més baixa situada sota del datum geodèsic marcià. La pressió de l'aire és relativament més alta en aquest lloc en comparació amb la resta de Mart.

## Protecció planetària
Cal esterilitzar les naus espacials robotitzades que van cap a Mart, tenir un màxim de 300.000 espores a l'exterior de la nau i esterilitzar-les més a fons si entren en contacte amb “regions especials” que contenen aigua, en cas contrari, hi ha el risc de contaminació no només els experiments de detecció de vida, sinó possiblement el propi planeta.
És impossible esterilitzar les missions humanes a aquest nivell, ja que els éssers humans acullen típicament cent bilions de microorganismes de milers d'espècies del microbioma humà, i no es poden eliminar tot preservant la vida de l'ésser humà. La contenció sembla l'única opció, però és un repte important en cas d'un aterratge brusc (és a dir, un accident). Hi ha hagut diversos tallers planetaris sobre aquest tema, però encara no hi ha directrius definides per avançar. Els exploradors humans també serien vulnerables a la contaminació posterior de la Terra si es converteixen en portadors de microorganismes.

## Desafiaments ètics, polítics i legals
No està previst com el primer aterratge humà a Mart canviarà les polítiques actuals quant a l'exploració de l'espai i l'ocupació dels cossos celestes. Al Tractat de les Nacions Unides de 1967 sobre els principis que regeixen les activitats dels estats en l'exploració i l'ús de l'espai ultraterrestre, inclosa la Lluna i altres cossos celestes, es va determinar que cap país no podia reclamar l'espai ni els seus habitants. Atès que el planeta Mart ofereix un entorn difícil i obstacles perillosos per a què els humans els superin, les lleis i la cultura del planeta probablement seran molt diferents a les de la Terra. Amb Elon Musk va anunciar els seus plans de viatge a Mart, no se sap de quina manera es desenvoluparà la dinàmica d'una empresa privada que seria la primera a posar un humà a Mart a escala nacional i mundial. La NASA va haver de fer front a diverses retallades de finançament. Durant la presidència de Barack Obama, l'objectiu que la NASA d'arribar a Mart va quedar relegat a un segon pla. El 2017, el president Donald Trump va prometre tornar a portar els humans a la Lluna i, finalment, a Mart, effectively taking action by increasing NASA budget with $1.1 billion, i se centren principalment en el desenvolupament del nou sistema de llançament espacial.

### Colonialisme
La colonització de l'espai en general s'ha discutit com una continuació de l'imperialisme i del colonialisme, sobretot pel que fa a la presa de decisions colonials de Mart i les raons del treball colonial i l'explotació de la terra han estat qüestionades amb una crítica postcolonial. Veient la necessitat d'una participació i implementació democràtiques i inclusives de qualsevol exploració, infraestructura o colonització espacial i de Mart, molts han demanat reformes sociològiques dramàtiques i garanties per evitar el racisme, el sexisme i altres formes de prejudicis i intolerància.
La narrativa de l'exploració espacial com una "Nova Frontera" ha estat criticada com una continuació no reflexionada de la colònia d'assentament i del destí manifest, continuant la narració de l'exploració colonial com a fonamental per a la naturalesa humana assumida.
La perspectiva predominant de la colonització territorial a l'espai s'ha anomenat surfacisme, sobretot comparant la defensa de la colonització de Mart oposada a Venus.

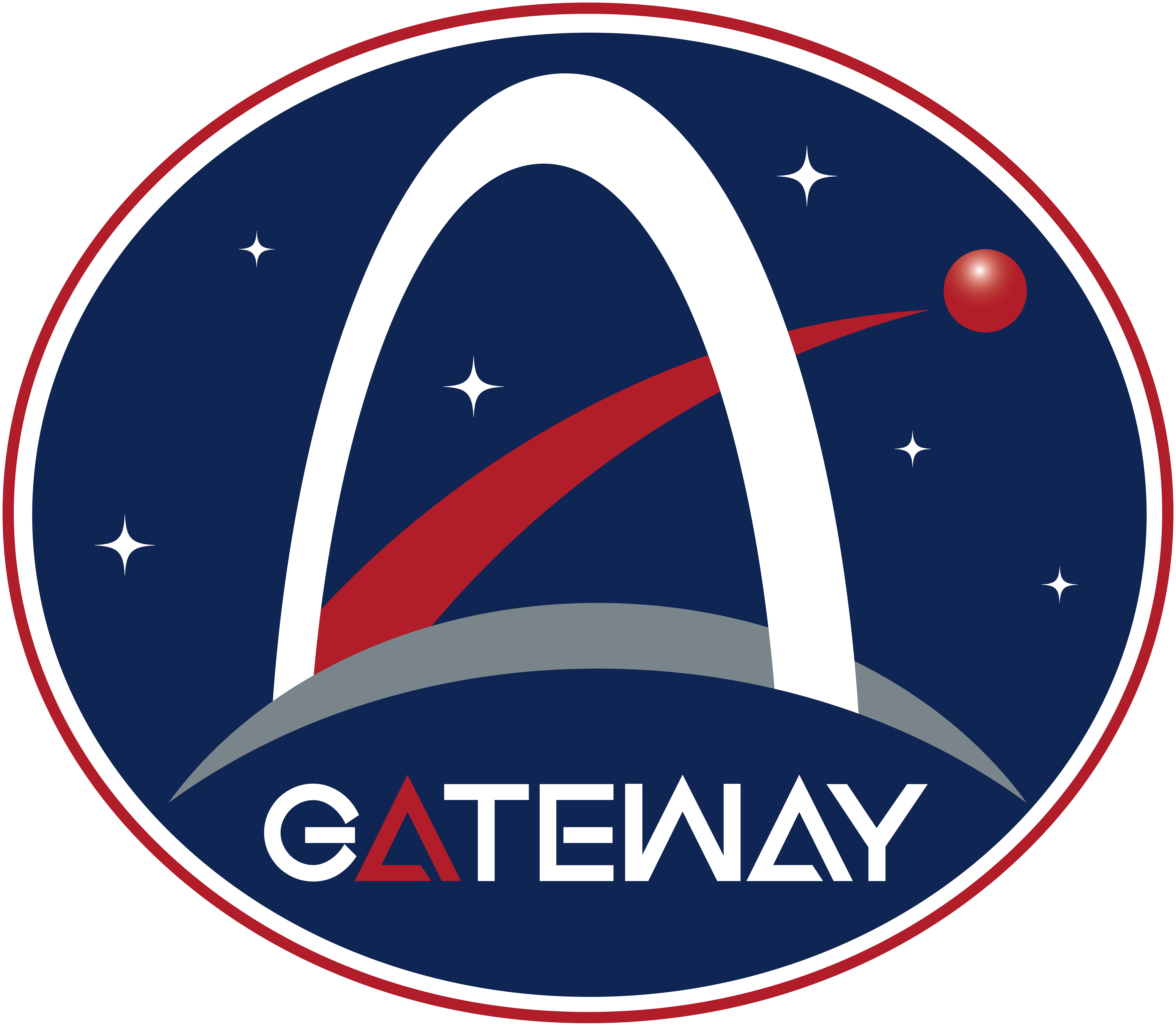
El logotip i el nom de Lunar Gateway fa referència al Gateway Arch de Saint. Louis, associant Mart amb la frontera.

### Risc d'embaràs
Un dels possibles desafiaments ètics amb què es poden enfrontar els viatgers a l'espai és el de l'embaràs durant el viatge. Segons les polítiques de la NASA, està prohibit als membres de la tripulació practicar relacions sexuals a l'espai. La NASA vol que els seus membres de la tripulació es tractin els uns als altres com ho farien els seus companys de feina en un entorn professional. Una membre embarassada d'una nau espacial és perillosa per a tots els que hi ha a bord. La dona embarassada i el nen necessitarien una alimentació addicional de les racions a bord, així com un tractament i una cura especials. L'embaràs impediria les funcions i les capacitats del membre de la tripulant embarassada. Encara no se sap del tot com l'ambient d'una nau espacial afectaria el desenvolupament d'un nen a bord. Tanmateix, se sap que el fetus a l'espai seria més susceptible a la radiació solar, per la qual cosa probablement tindria un efecte negatiu sobre les seves cèl·lules i la seva genètica. Durant un viatge llarg a Mart, és probable que els membres de la nau puguin mantenir relacions sexuals a causa del seu entorn estressant i aïllat.

## Defensa

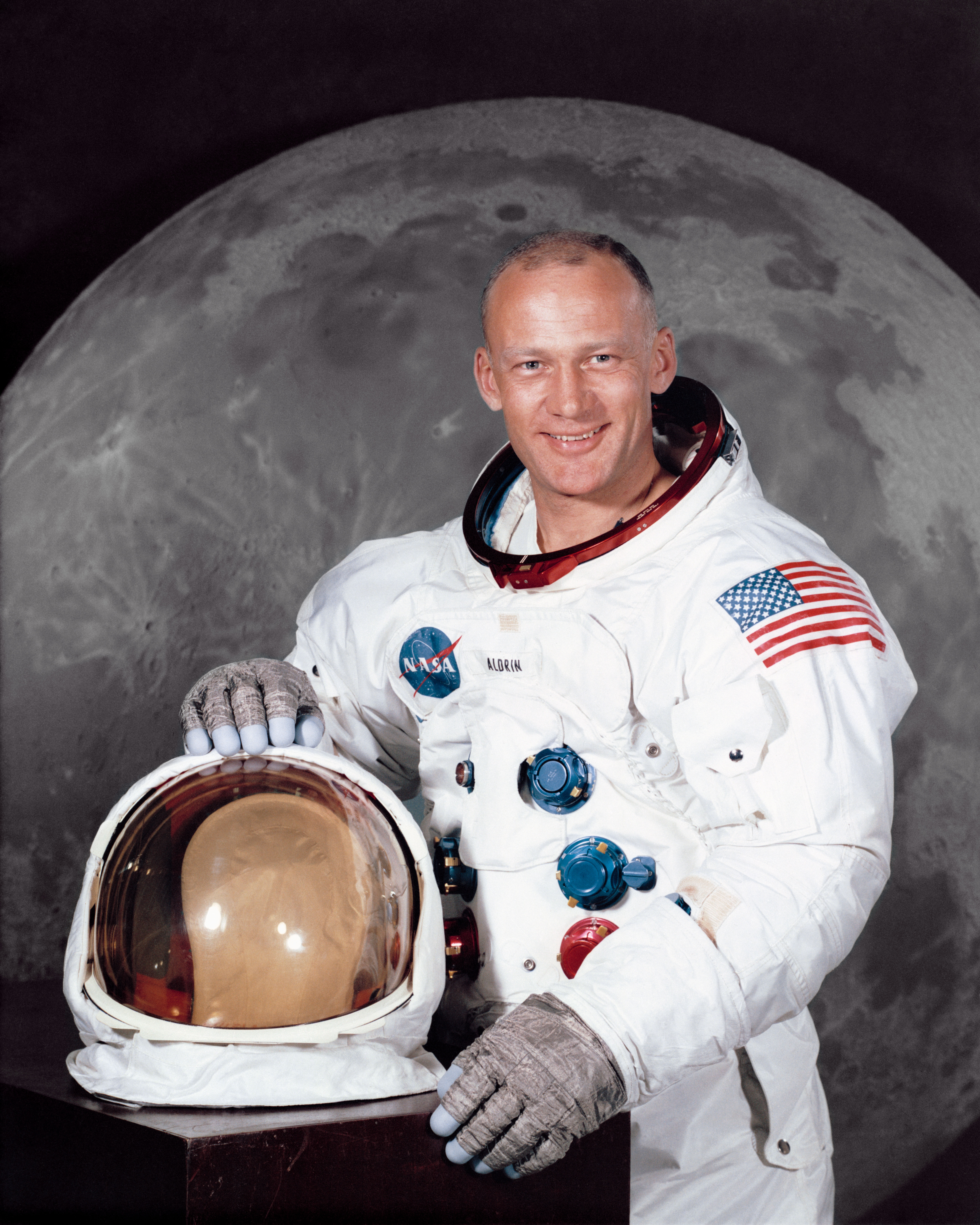
Buzz Aldrin, el segon ésser humà que va trepitjar la Lluna, ha recomanat missions humanes a Mart

Diversos grups no governamentals defensen la colonització de Mart per diversos motius i amb propostes variades. Un dels grups més antics és la Mars Society que promou un programa de la NASA per dur a terme l'exploració humana de Mart i que ha creat estacions de recerca analògica de Mars al Canadà i als Estats Units. Mars to Stay advoca per reciclar vehicles de retorn d'emergència en assentaments permanents tan aviat com els exploradors inicials determinin que és possible l'habitació permanent.
Elon Musk va fundar SpaceX amb l'objectiu a llarg termini de desenvolupar tecnologies que permetran una colònia humana autosuficient a Mart. El 2015, va declarar "Crec que tenim una oportunitat d'enviar una persona a Mart en 11 o 12 anys" (pels vols de 2026-7). Richard Branson, en la seva vida, està "decidit a formar part de la creació d'una població a Mart. Crec que és absolutament realista. Passarà ... Crec que durant els propers 20 anys" [a partir del 2012] "ho farem portar literalment centenars de milers de persones a l'espai i això ens donarà els recursos econòmics per fer coses encara més grans".
El juny de 2013, Buzz Aldrin, enginyer estatunidenc, antic astronauta, i la segona persona que va caminar per la Lluna, va escriure una opinió, publicada a The New York Times, donant suport a una missió humana a Mart i veient la Lluna "no com a destinació sinó més un punt de partida, que situa la humanitat en una trajectòria per a la posició de Mart i convertir-se en una espècie biplanetària". L'agost de 2015, Aldrin, en associació amb l'Institut Tecnològic de Florida, va presentar un "pla director", per a la consideració de la NASA, per als astronautes, amb un "recorregut de deu anys" per colonitzar Mart abans de l'any 2040.